# 안데스나방속
안데스나방속 또는 안데시아나속(Andesiana)은 나비목 이맥하목에 속하는 곤충 분류군의 하나이다. 안데스나방상과(Andesianoidea), 안데스나방과(Andesianidae)의 유일한 속이다. 모두 3종을 포함하고 있으며, A. similis 암컷의 날개 폭이 5.4 cm, 수컷이 3.5cm정도이다(Davis and Gentili, 2003). 이전에 알려진 어느 단문류 나방보다도 크기가 크다. 크기가 큰 이 미소나방류는 남아메리카 안데스산맥에 제한적으로 서식하며, 1989년에 젠틸리(Patricia Gentili)가 처음 명명하였다.

## 하위 종
- Andesiana lamellata Gentili, 1989
- Andesiana brunnea Gentili, 1989
- Andesiana similis Gentili, 1989

## 분포
칠레와 아르헨티나 안데스산맥의 남부너도밤나무 숲에 서식한다(Davis and Gentili, 2003).